# Делиль, Жозеф Никола
Жозеф-Никола Дели́ль (Де Лиль) (фр. Joseph-Nicolas De L'Isle; 4 апреля 1688, Париж — 11 сентября 1768, Париж) — французский астроном и картограф. Профессор астрономии (1725) и иностранный почётный член (1747—1748) Петербургской академии наук. Член Парижской академии наук (1714; élève astronome), член Лондонского королевского общества (1724), Берлинской академии наук и многих других академий наук и научных обществ.

## Биография
Родился в Париже, в семье картографа и историка Клода Делиля (фр.). Старшим братом был естествоиспытатель Людовик Делиль.
Окончил Мазариниевский колледж, затем работал помощником Дж. Д. Кассини в Парижской обсерватории. В 1712 году создал небольшую собственную обсерваторию. В 1714 году начал изучать астрономию в Парижской Академии наук у Ж. Ф. Маральди. С 1718 года — профессор математики в Коллеж де Франс. 
В июне 1717 года Делиль был приглашён Петром I, который посетил Париж, на работу в Россию, в Петербург, на должность профессора астрономии. В письме к лейб-медику царя Л. Л. Блюментросту от 8 сентября 1721 года Делиль изложил предлагаемую им программу работ в России, которая включала: проведение градусных измерений вдоль меридиана и параллели Петербурга, необходимых для определения истинной фигуры Земли; астрономическое определение широт и долгот главных пунктов по всей территории России и проведение триангуляции как основы для составления точной карты России; основание в Петербурге астрономической обсерватории и организация на ней систематических наблюдений, одновременных с наблюдениями на других обсерваториях Европы; определение точного расстояния до Солнца, Луны и других небесных тел, а также построение теорий их движения; разработку теории движения Луны; исследование атмосферной рефракции и проведение всевозможных физических экспериментов и наблюдений; подготовку русских научных кадров; составление трактата по астрономии. 
С 8 июля 1725 г. по 23 января 1747 г. — член Петербургской академии (профессор астрономии) и первый директор Петербургской обсерватории. 
11 февраля 1726 г. Делиль вместе с женой, младшим братом Л. Делилем де ла Кройером и инструментальным мастером Пьером Виньоном приехал в Петербург. В доме генерал-лейтенанта М.А. Матюшкина он устроил свою первую обсерваторию и в течение полугода вел астрономические наблюдения, в том числе затмений спутников Юпитера. 
29 сентября 1726 г. Делиль переселился в квартиру в здании Кунсткамеры, где велись работы по строительству обсерватории. Им были предложены ряд усовершенствований обсерватории, которые были учтены в ходе ее строительства. Академическая обсерватория в Санкт-Петербурге стала одной из великолепных в Европе. 
В 1748 году был вынужден вернуться в Париж. Здесь получил должность астронома французского военного флота и возобновил преподавание в Коллеж де Франс, где работал до 1761 года.
Внес большой вклад в организацию астрономической науки в Петербургской АН в первые годы её существования. По его проекту была построена и оснащена инструментами академическая астрономическая обсерватория в здании Кунсткамеры. Создание обсерватории было частью программы работ, составленной Делилем, которая включала градусные измерения, определение расстояний до Солнца и Луны, разработку теории их движений Луны, исследование рефракции и подготовку русских научных кадров. Организовал в 1726 году в России систематические метеорологические наблюдения и наблюдения полярных сияний, выдвинул в 1735 году идею о создании первой в России службы времени. Возглавлял астрономические работы, необходимые для проводившегося под руководством Академии наук картографирования территории России.
По предложению Делиля, при Академии наук был создан Географический департамент для руководства картографированием, Делиль стал его первым директором (1739—1740). Разработал в 1728 году равнопромежуточную коническую картографическую проекцию, наиболее удобную для такой вытянутой вдоль параллелей страны, как Россия, наметил план создания сети астропунктов для построения точной карты России.
В 1735 году Делиль сделал французский перевод 1-й редакции «Атласа Грузии», составленного царевичем Вахушти Багратиони. Делиль утверждал, что благодаря картам Вахушти, степень географической изученности Грузии сравнялась с изученностью Франции. В 1766 г. (уже после смерти Вахушти) Делиль издал в Париже карту Грузии и Армении, основанную на данных 1-й и 2-й редакций «Атласа Грузии».
На основе анализа трудов французских градусных измерений в Лапландии Делиль разработал оптимальную программу градусных измерений, отобрал наиболее подходящие для этой цели инструменты и методы. Все это вошло в его работу "Предложение о мерянии Земли в России", читанную в Конференции Академии 21 января 1737 г.
В 1736 и 1739 гг. под руководством Делиля был дважды измерен базис будущей триангуляционной сети России, проложенный по льду Финского залива от дворца в Петергофе до Дубков. На их основе Л. Эйлер и X. Н. Винсгейм составили таблицы, дающие длину градуса меридиана и параллели под разными широтами.
В феврале 1740 г. Делиль возглавил экспедицию в Сибирь, в город Берёзов, для наблюдений прохождения Меркурия по диску Солнца, которое было невидимым в Европе. Плохая погода помешала наблюдениям. Но Делиль и его спутники выполнили много точных астрономических наблюдений, что позволило определить широты и особенно долготы ряда городов Сибири. В этой поездке Делиль обучил своему методу определения долгот пятерых учеников Морской академии.
Астрономические работы Делиля посвящены наблюдательной астрономии, астрометрии, небесной механике. Наблюдал солнечные и лунные затмения, покрытия звезд и планет Луной, изучал солнечные пятна, измерял диаметры Солнца, Луны и планет. Занимался организацией, предвычислениями и обработкой наблюдений по определению параллаксов Солнца и Луны, проводившихся Н. Л. Лакайлем на мысе Доброй Надежды, Ж. Ж. Ф. Лаландом в Берлине, Дж. Брэдли в Гринвиче, А. Н. Гришовым в Петербурге. Руководил организацией наблюдений прохождения Венеры по диску Солнца в 1761 и 1769 годах, составил на основании своего метода карту видимости этого явления. Вместе с Г. Гейнзиусом наблюдал кометы 1742 и 1744 года, построил теории их движения. Дал подробный анализ всех публикаций по теории комет после И. Ньютона и Э. Галлея. Разработал метод определения орбит комет. Занимался некоторыми вопросами оптики, в частности дифракцией света; изучал дифракцию от различных по форме тел, открыл ряд важных закономерностей этого явления. Большое внимание уделял изучению и переводу на европейские языки лучших трудов ученых Востока, в частности Улугбека. Воспитал в России и во Франции блестящую плеяду учеников, среди которых Л. Годен, Ж. Ж. Лаланд, Ш. Мессье.
Делиль разработал проект регламента Академии, по которому Академия подразделялась на департаменты по наукам. Императрица Елизавета Петровна одобрила этот проект. В 1747 году регламент Академии наук, соединенной тогда с Академией художеств и с Университетом, был издан.
Делиль считается основателем службы точного времени в Санкт-Петербурге. В декабре 1735 г. он подал барону Корфу «Полезный проект, чтобы дать каждому Санкт-Петербургскому обывателю способ, как исправно заводить по солнцу стенные и карманные часы». По этому проекту с наступлением полудня с бастиона Адмиралтейства Петропавловской крепости должен был производиться пушечный выстрел, по которому петербургские жители могли бы проверить свои часы. Предложение Делиля было принято, и в течение почти двух веков петербуржцы ежедневно получали своеобразные сигналы точного времени. В 1938 г. эта традиция была прервана, но с 1957 г. возобновлена.
22 января 1747 г. Делиль, уволившись из Петербургской академии наук с пенсией в 200 руб., покинул Петербург, передав все дела по Обсерватории академику X. Н. Винсгейму.
С 24 марта 1747 г. по 25 июня 1748 г. Делиль – иностранный почетный член Петербургской академии наук. За незаконную пересылку во Францию русских карт и насмешливые выражения в адрес Петербургской академии наук в одном из частных писем он был лишен всех почестей Петербургской академии наук.
В 1754 г. Людовик XV купил у Делиля собрание русских карт и рукописей, тайно переправленных им из России. Эта сделка дала ему должность астронома-географа Морского министерства с жалованием 3000 ливров и с пожизненной рентой 2000 ливров в год. В настоящее время эти карты хранятся в Париже в Национальной библиотеке (194 шт.), в архиве Службы истории морского флота Министерства обороны Франции (Service historique de la Marine, Ministйre de la Dйfence) (151 шт.) и национальных архивах Франции (Archives Nationales de France) (53 шт.).
Среди его учеников — «первый русский астроном» А. Д. Красильников и известный астроном Н. И. Попов.
В его честь названы кратер на Луне и астероид № 12 742.